# Opticaprent

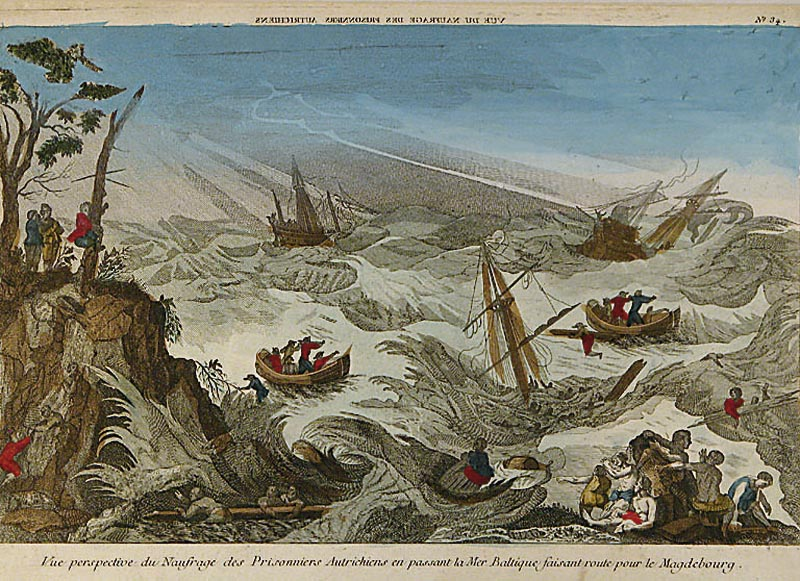
Opticaprent

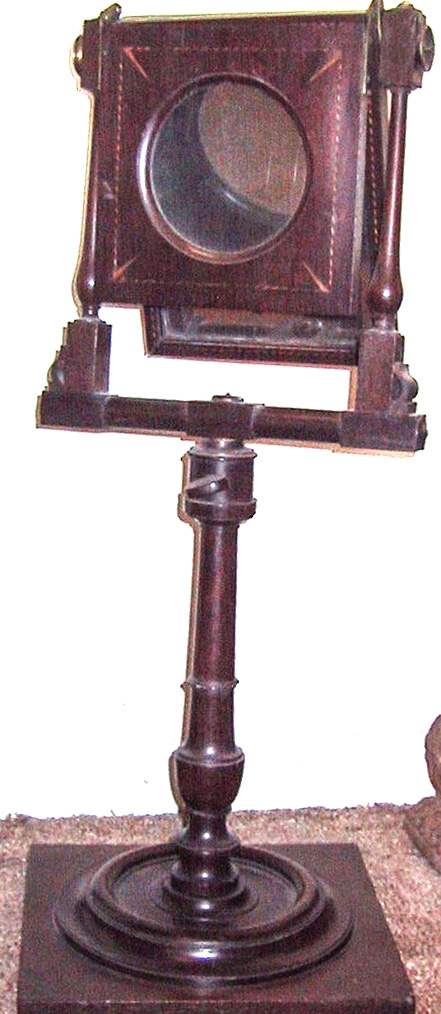
Optica-kijkapparaat

Een opticaprent is een gravure, bestemd om door een zograscoop of optica bekeken te worden.
De prenten werden vooral in de achttiende en het begin van de negentiende eeuw geproduceerd, tussen ca. 1740 en 1790, voornamelijk in Frankrijk, Duitsland en Engeland. De opticaprent heeft meestal een topografisch onderwerp, zoals landschap en steden. Daarbij zijn monumentale gebouwen zoals paleizen, kerken, stadhuizen en poorten en ook wel gezichten op pleinen, straten en grachten afgebeeld in spiegelbeeld. De afbeelding is altijd in liggende vorm weergegeven met een lineair perspectief zodat met een zogenaamde opticakijker er een dieptewerking wordt verkregen.
Dankzij een optica-kijkapparaat kon de prent via een vergrootglas de illusie wekken van diepte en perspectief. De optica is een kijkapparaat, dat bestaat uit een grote, bolle lens, met een spiegel direct schuin daarachter geplaatst. Het geheel is op een standaard of in een doos gemonteerd. Hiermee kunnen, de vaak ingekleurde prenten bekeken worden. In het Rijksprentenkabinet bevinden zich nog twee optica's, de kijkapparaten werden vooral in de gegoede burgerij gebruikt als vermaak.
De prenten waren zelf in spiegelbeeld afgebeeld, met aan de bovenkant de tekst geschreven van rechts naar links, in spiegelschrift en onderaan normaal afgedrukt. De kwaliteit van de opticaprent is minder dan die van de normale kunstprent, de bedoeling was om de kijker het gevoel te geven via een kijkmiddel diepte en ruimte te laten zien. Vaak hadden ze een bepaalde nieuwswaarde en gaven de mensen een beeld van de wereld die voor de meeste mensen onbereikbaar was.
In de loop van de 19e eeuw werden de opticaprenten door de komst van de fotografie minder populair.